# Гримонпрез, Феликс
Феликс Гюстав Мари Жозеф Гримонпрез (фр. Félix Gustave Marie Joseph Grimonprez, 30 июня 1910, Лилль — 26 мая 1940, Сангатт, Франция) — французский хоккеист (хоккей на траве), полевой игрок. Участник летних Олимпийских игр 1928 и 1936 годов.

## Биография
Феликс Гримонпрез родился 30 июня 1910 года во французском городе Лилль в семье промышленника.
Играл в хоккей на траве за «Лилль». В его составе трижды становился чемпионом Франции (1927—1928, 1936).
В 1928 году вошёл в состав сборной Франции по хоккею на траве на летних Олимпийских играх в Амстердаме, поделившей 5-6-е места. Играл в поле, провёл 3 матча, забил 1 мяч в ворота сборной Испании.
В 1936 году вошёл в состав сборной Франции по хоккею на траве на летних Олимпийских играх в Берлине, занявшей 4-е место. Играл в поле, провёл 5 матчей, мячей не забивал.
Участвовал во Второй мировой войне в составе 8-й инженерной эскадрильи.
Погиб 26 мая 1940 года во французском посёлке Сангатт в бою за Кале.

## Память
Именем Гримонпреза назван стадион «Гримонпрез-Йорис» в Лилле.